# Lamington National Park
Lamington National Park är en park i Australien. Den ligger i delstaten Queensland, omkring 88 kilometer söder om delstatshuvudstaden Brisbane.
Runt Lamington National Park är det ganska glesbefolkat, med 24 invånare per kvadratkilometer.. Närmaste större samhälle är Crystal Creek, omkring 19 kilometer öster om Lamington National Park.
I omgivningarna runt Lamington National Park växer i huvudsak städsegrön lövskog. Genomsnittlig årsnederbörd är 1 801 millimeter. Den regnigaste månaden är januari, med i genomsnitt 320 mm nederbörd, och den torraste är oktober, med 41 mm nederbörd.